# Olof Hvidén-Watson
Olof Hvidén-Watson (Göteborg, 10 agosto 1982) è un ex calciatore svedese, di ruolo attaccante.

## Carriera

### Club
Hvidén-Watson iniziò la carriera con il Västra Frölunda. Passò poi ai norvegesi del Fredrikstad, per cui esordì nella 1. divisjon il 13 aprile 2003, sostituendo Håkan Söderstjerna e segnando il gol del definitivo 2-0 sullo Skeid.
Nel 2004 passò al Pors Grenland, per cui debuttò l'8 agosto, nella sconfitta per 6-0 in casa dello Aalesund. Il 5 settembre arrivò la prima rete, nel 4-3 inflitto allo Strømsgodset.
Nel 2006, si trasferì all'Odd Grenland. Il 17 aprile poté allora giocare il primo incontro nella Tippeligaen, sostituendo Christopher Joyce nel pareggio a reti inviolate contro il Molde. Il 16 maggio segnò la prima rete nella massima divisione norvegese, nel pareggio per 1-1 sul campo del Rosenborg.
L'anno seguente, passò in prestito al Bodø/Glimt. Debuttò in squadra l'11 agosto 2007, sostituendo Thiago Martins nella vittoria per 6-1 sullo HamKam, dove segnò una doppietta.
Giocò poi in Finlandia, nel KooTeePee, e in patria, con il Trollhättan. In seguito, passò ai tailandesi dell'Osotspa Saraburi.